# Епархия Мулена

Расположение епархии Мулена

Епархия Мулена (лат. Dioecesis Molinensis) — епархия Римско-Католической церкви с центром в городе Мулен, Франция. Епархия Мулена распространяет свою юрисдикцию на территорию департамента Алье и входит в митрополию Клермона. Кафедральным собором епархии Мулена является церковь Благовещения Пресвятой Девы Марии.

## История
27 июля 1817 года Римский папа Пий VII учредил епархию Мулена, выделив её из епархии Отёна, и в этот же день епархия Мулена вошла в митрополию Санса.
16 декабря 2002 года епархия Мулена вошла в митрополию Клермона.

## Ординарии епархии
- Епископ Антуан де Ла Гранж де Понс (1822 — 1849);
- Епископ Пьер де Дрё-Брезе (1849 — 1893);
- Епископ Огюст-Рене Дюбур (1893 — 1906);
- Епископ Эмиль Лоббеде (1906 — 1911);
- Епископ Жан Пенон (1911 — 1926);
- Епископ Жан Гонон (1926 — 1942);
- Епископ Жорж Жакен (1942 — 1956);
- Епископ Франсис-Альбер Бугон (1956 — 1975);
- Епископ Андре Келан (1975 — 1998);
- Епископ Филипп Барбарен (1998 — 2002);
- Епископ Паскаль Ролан (2003 — 15.06.2012) — назначен епископ Белле-Ара;
- Епископ Лоран Персеру (14.02.2013 — по настоящее время).

## Источник
- Annuario Pontificio, Libreria Editrice Vaticana, Città del Vaticano, 2003, ISBN 88-209-7422-3 (Папский ежегодник, Libreria Editrice Vaticana, Ватикан, 2003 г., ISBN 88-209-7422-3)